# Créances

Créances este o comună în departamentul Manche, Franța. În 1 ianuarie 2022 avea o populație de 2.079 de locuitori.